# Mark Pivarunas
Mark Anthony Pivarunas (Chicago, 31 ottobre 1958) è un vescovo statunitense.
È un cattolico tradizionalista, sostenitore della posizione teologica del sedevacantismo ed è il Superiore generale della Congregazione di Maria Regina Immacolata.

## Formazione religiosa e attività
Pivarunas fece la prima professione dei voti religiosi il 12 settembre 1976, scegliendo di chiamarsi Fratel Maria Tarcisio, e quattro anni dopo, nello stesso giorno, fece quella definitiva.
Dopo aver frequentato con notevole profitto il seminario, lodato anche dai suoi superiori, venne ordinato sacerdote da George Musey il 27 giugno 1985. Successivamente, il 24 settembre 1991, Moisés Carmona lo consacrò vescovo.
Da allora ha fondato e dirige il seminario "Mater Dei" a Omaha e viaggia continuamente tra Stati Uniti, Messico, Canada, America Latina, Nuova Zelanda ed Europa per conferire la cresima a bambini e adulti. Ha anche ordinato nuovi sacerdoti e consacrato due vescovi: il 30 novembre 1993 l'americano Daniel Dolan, e l'11 maggio 1999 il messicano Martín Dávila Gándara.
Di stampo cattolico tradizionalista, contrario al modernismo e al Concilio Vaticano II, ha accusato la Fraternità sacerdotale San Pio X di essere degli scismatici infedeli all'autorità del Pontefice fin dal tempo di Giovanni Paolo II.

## Genealogia episcopale
La genealogia episcopale è:
- Patriarca Eliya XII Denha
- Patriarca Yukhannan VIII Hormizd
- Vescovo Isaie Jesu-Yab-Jean Guriel
- Arcivescovo Yosep V Hindi
- Patriarca Yosep VI Audo
- Patriarca Eliya XIV Abulyonan
- Patriarca Yosep Emmanuel II Thoma
- Vescovo François David
- Vescovo Antonin-Fernand Drapier
- Arcivescovo Pierre Martin Ngô Đình Thục
- Vescovo Moisés Carmona
- Vescovo Mark Pivarunas

La successione apostolica, senza il permesso della Santa Sede, è:
- Vescovo Daniel Dolan (1993)
- Vescovo Martín Dávila Gandara (1999)